# リンガーハット
株式会社リンガーハット（英: RINGER HUT CO.,LTD.）は、日本の企業。グループでちゃんぽん店「リンガーハット」、とんかつ専門店「濵かつ」等の外食チェーン店等を展開する外食産業の事業持株会社である。東京都品川区大崎に東京本社を、長崎県長崎市鍛冶屋町に本店を置く。
「リンガーハット」事業は、完全子会社のリンガーハットジャパン株式会社が運営。

## 展開事業
- 長崎ちゃんぽん事業「リンガーハット」（子会社・リンガーハットジャパン株式会社）
- とんかつ事業「濵かつ」・「とんかつ大學」（子会社・浜勝株式会社）
- 和食事業「長崎卓袱浜勝」（株式会社リンガーハット）
- 外部販売事業（子会社・リンガーフーズ株式会社）
- 漬物事業（子会社・株式会社ミヤタ）[6]
- 店舗メンテナンス等（子会社・リンガーハット開発株式会社）

創業地の長崎市鍛冶屋町にあった「とんかつ濵かつ本店」（1962年創業）は老朽化のため2023年（令和5年）7月30日に閉店し、本店は翌2024年（令和6年）にJR長崎駅ビル内アミュプラザ長崎本館に移転オープンした。
リンガーハットの1号店は1977年（昭和52年）8月13日に「長崎ちゃんめん」として長崎市宿町にオープンした（現リンガーハット長崎宿町店）。

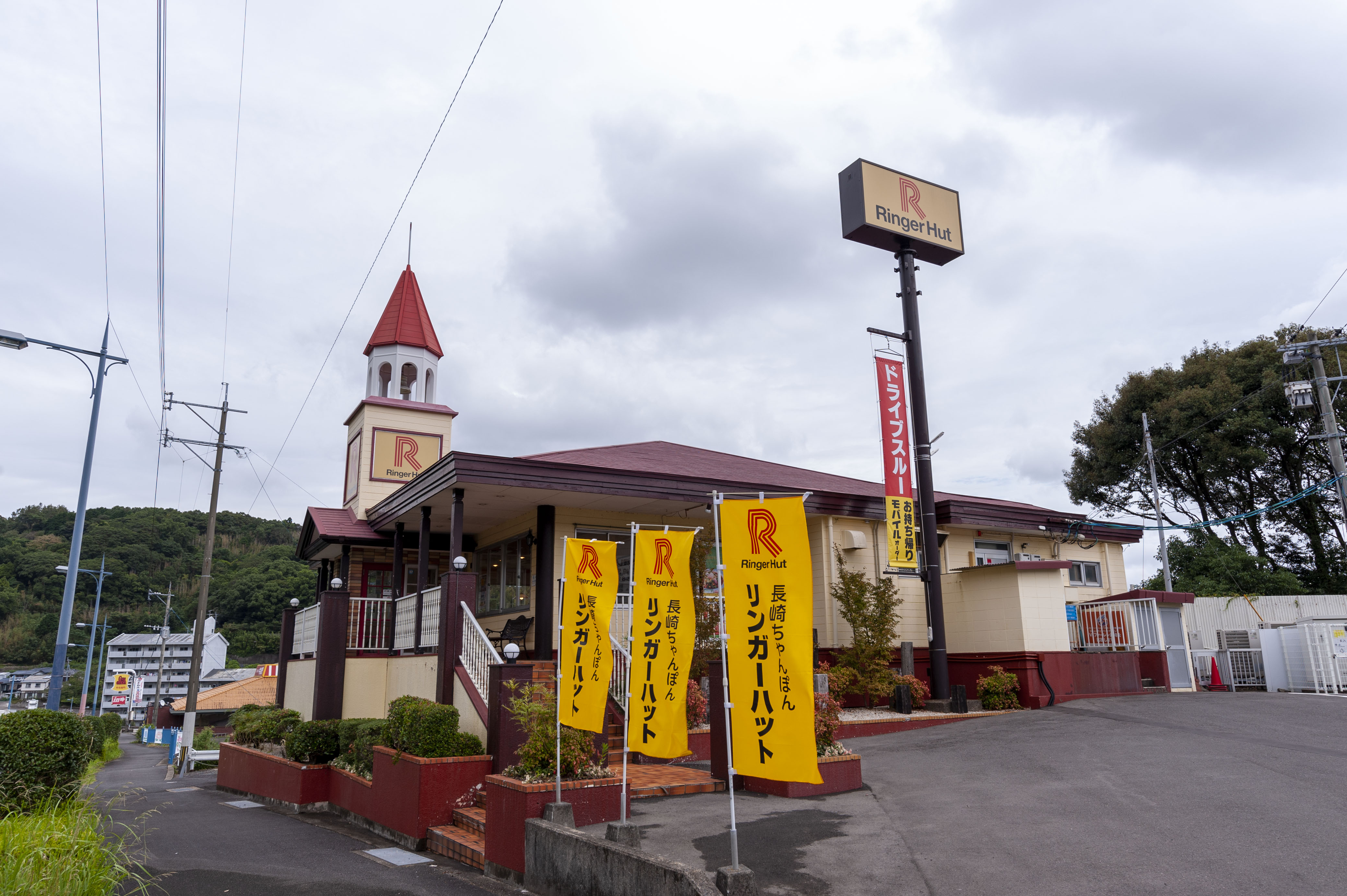
リンガーハット1号店（長崎市宿町）
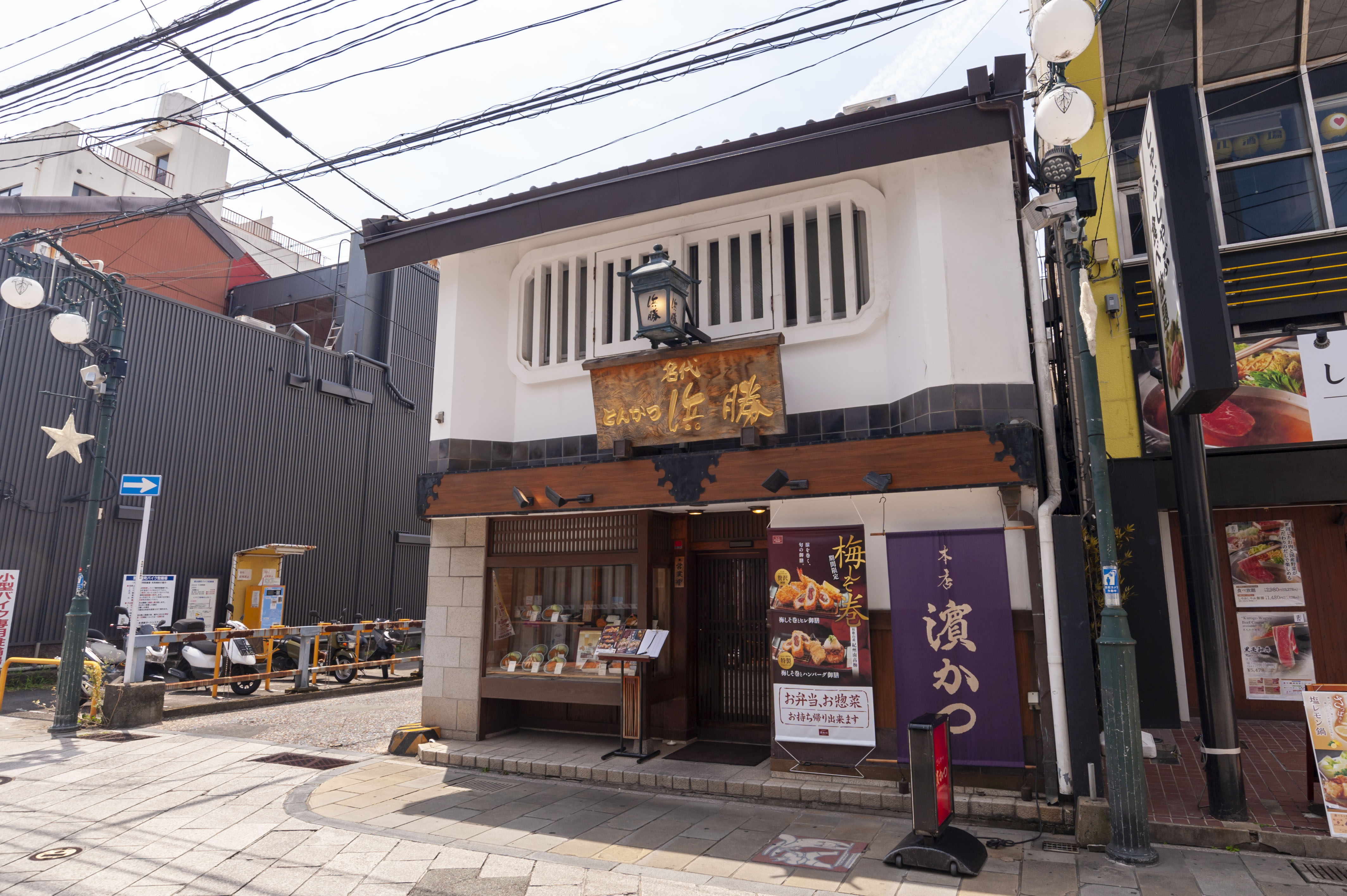
とんかつ浜勝の1号店だった濱かつ本店（長崎市鍛冶屋町）
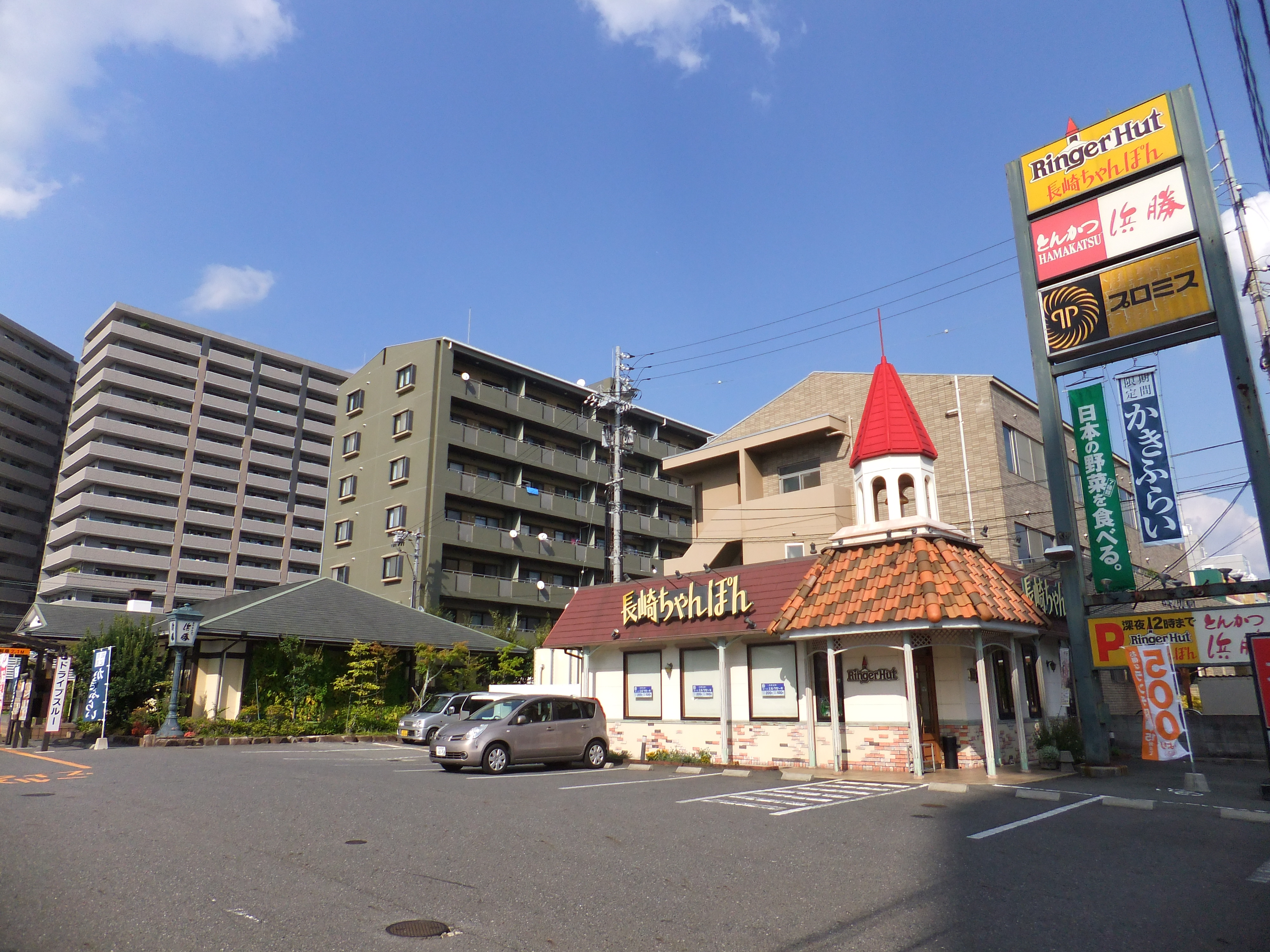
同じ敷地内にリンガーハット・浜勝が立地している場合もある

## 社名の由来
社名は、長崎で幕末から明治初期の頃に活躍したイギリス人実業家のフレデリック・リンガーの姓から取っており、それに明るく・響きのいい小さな家（HUT）を絡ませて「リンガーハット」とした。

## 沿革

### 法人
- 1962年（昭和37年）7月 - 長崎市鍛冶屋町に「とんかつ浜かつ」創業[10]。
- 1964年（昭和39年）3月 - 株式会社浜かつを設立して「浜かつ」を法人化（後の実質上の存続会社）[10]。
- 1970年（昭和45年）6月 - 浜勝商事株式会社を設立（後の法律上の存続会社）[10]。
- 1973年（昭和48年）4月 - 株式会社浜かつ（実質上の存続会社）が、株式会社浜勝（初代）に商号変更[10]。
- 1974年（昭和49年）8月 - 「長崎ちゃんめん」とぎょうざを主力商品とするチェーン店1号店が長崎市にオープン[10]。
- 1979年（昭和54年）3月1日 - 浜勝商事株式会社が株式会社浜勝（初代）を吸収合併[10]。株式会社浜勝（2代目）に商号変更[10]。
- 1982年（昭和57年）8月 - 株式会社浜勝（2代目）が株式会社リンガーハットに商号変更[10]。
- 1986年（昭和61年）3月 - 店舗建設・メンテナンスを行うリンガーハット開発株式会社を設立[10]。
- 1987年（昭和62年）
  - 2月 - とんかつ専門店のチェーン展開のため株式会社浜勝（3代目）を設立し、株式会社長崎浜勝からとんかつ専門店等6店の事業を営業譲受[10]。
  - 9月 - 株式会社リンガーハットが、大阪証券取引所に株式上場[10]。
- 1997年（平成9年）3月 - 株式会社浜勝の株式が、日本証券業協会の店頭売買有価証券として登録される[10]。
- 1998年（平成10年）7月7日 - 東京証券取引所第2部に株式上場[11]。
- 2000年（平成12年）2月 - 東京証券取引所、大阪証券取引所の市場第一部に指定[10]。
- 2001年（平成13年）3月 - 株式会社リンガーハットが、株式会社浜勝（3代目）を吸収合併[10]。
- 2003年（平成15年）11月 - 大阪証券取引所市場第一部上場廃止[10]。
- 2006年（平成18年）9月 - 株式会社リンガーハットが、会社分割によりリンガーハットジャパン株式会社（長崎ちゃんぽん事業）・浜勝株式会社（4代目、とんかつ事業）・卓袱浜勝株式会社（和食事業）を設立・事業移管を行い、持株会社に移行。
- 2016年（平成28年）12月 - ハチバンとの資本提携を正式に解消[12]。

### 浜かつ・浜勝・濵かつ
- 1962年（昭和37年）7月 - 長崎市鍛冶屋町に米濵豪（長兄）を中心に、昭英（三男：後に独立。佐世保で(株)鬼が島本舗を起業）、和英（四男：現取締役会長）によって「とんかつ浜勝」を創業[10][13][14]。
- 1964年（昭和39年）3月 - 法人組織「株式会社浜かつ」を設立（後の実質上の存続会社）[10]。
- 1968年（昭和43年）11月 - 「郷土料理 別館浜勝」（後の「長崎卓袱（しっぽく）浜勝」）を開店[10]。
- 1972年（昭和47年） ファミリーレストラン「喜々津浜勝」開店。
- 1973年（昭和48年） 社名を「株式会社浜勝（はまかつ）」と改める。
- 1976年（昭和51年） とんかつ専門店「博多浜勝」を福岡市に開店。事業の多角化を率先的に実施するようになる。
- 2000年（平成12年） 浜勝の関東1号店・所沢市西所沢店開店。
- 2006年（平成18年） 「とんかつ浜勝」の店舗数が100店を突破。
- 2016年（平成28年） ロゴ変更を行い、店舗ブランド名も「とんかつ濵かつ」となる。
- 2018年（平成30年） 「長崎卓袱浜勝」を関東で初めて銀座に開店。
- 2020年（令和2年） 「長崎卓袱浜勝」銀座本店が閉店[15]。
- 2021年（令和3年） 濵かつ埼玉西所沢店閉店。とんかつメニューをリンガーハット埼玉所沢店で継承する[16]。
- 2023年（令和5年）　7月30日を以って創業1号店である「濵かつ」本店（長崎市）を閉店[17][18]。

### リンガーハット
- 1974年（昭和49年） リンガーハットチェーンの端緒になる「長崎ちゃんぽん」（当時は「長崎ちゃんめん」）第1号店を長崎市宿町に開いた。
- その後チェーン店を運営する会社・旧「株式会社リンガーハット」を設立。
- 1977年（昭和52年） 鳥栖市に店舗に卸す食材を加工する工場を開設。
- 1979年（昭和54年） 東京本部を設置。
- 1985年（昭和60年） 福岡証券取引所上場。
- 1987年（昭和62年） 大阪証券取引所2部上場。
- 1988年（昭和63年） 東京本部を東京本社と改称。国内2つ目の自社工場となる富士小山工場を稼働開始。
- 1994年（平成6年） 関西地区と中京地区に進出。
- 1998年（平成10年） 東京証券取引所2部上場。
- 2000年（平成12年） 東京証券取引所、大阪証券取引所各1部指定替え。
- 2002年（平成14年） 中国青島市に進出。
- 2005年（平成17年） 国内店舗500店を達成。
- 2010年（平成22年） 東北地方初出店（宮城県名取市）。
- 2010年（平成22年） 北海道地方初出店（北海道札幌市）。
- 2012年（平成24年） 東京本社を東京都品川区へ移転。
- 2019年（令和元年） 京都府京田辺市で国内3つ目の自社工場を稼働開始[19][注釈 1]。佐賀第3工場を稼働開始。

## 本社

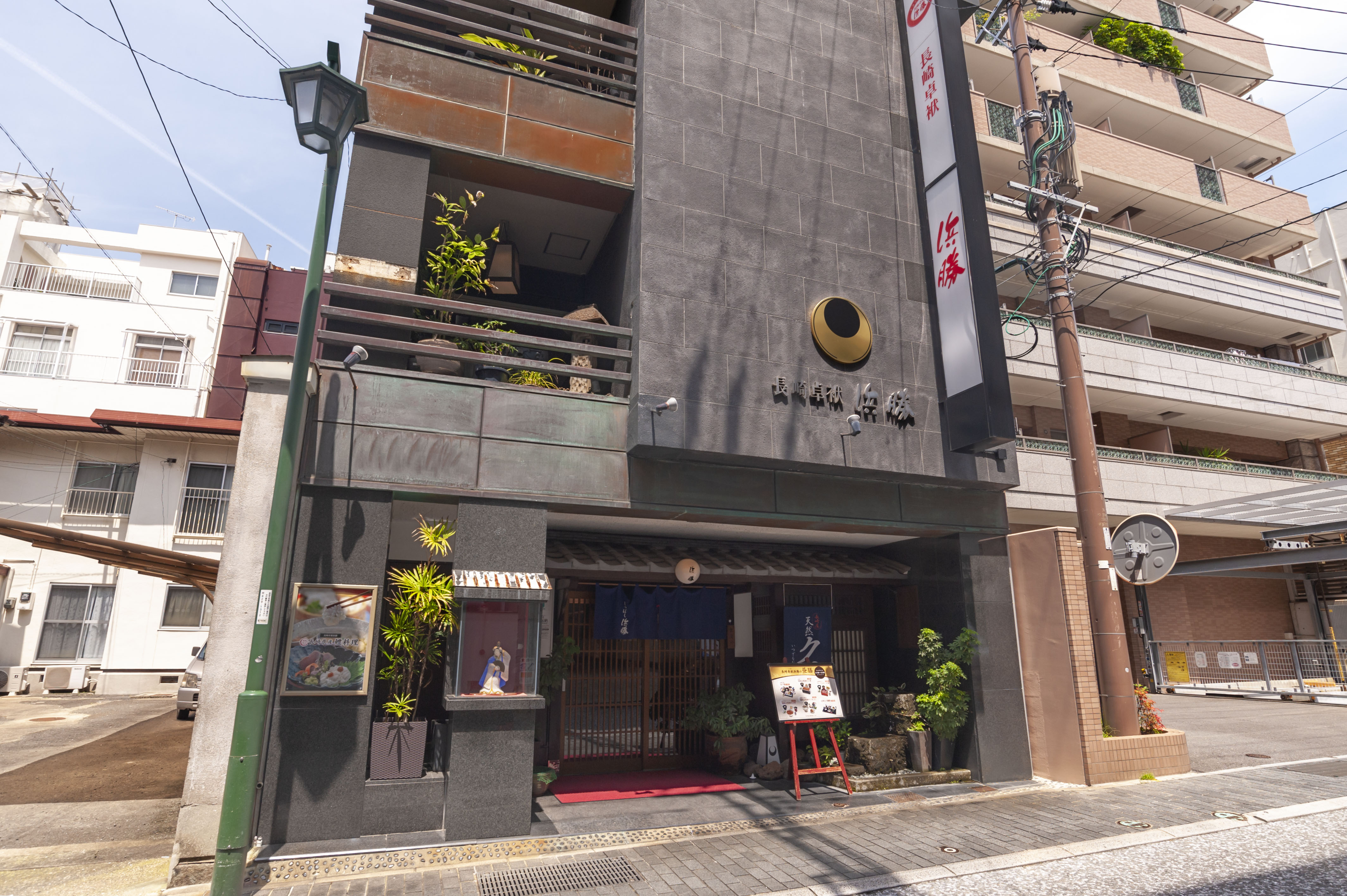
登記上の本店。「長崎卓袱浜勝」の店舗建物として利用されている。

- 登記上の本店 - 長崎県長崎市鍛冶屋町6-50
- 東京本社 - 東京都品川区大崎1-6-1　TOC大崎ビル

## 工場所在地
- 富士小山工場　静岡県駿東郡小山町棚頭字高天秤224番5号
- 佐賀工場（第1、第2）　佐賀県神埼郡吉野ヶ里町大曲4550-5
- 佐賀工場（第3）　佐賀県神埼郡吉野ヶ里町石動字二本松2022-98
- 京都工場　京都府京田辺市大住門田20　（幸楽苑の西日本地区撤退に伴い、リンガーハットの北陸・中京・近畿・四国向けの工場となった）

## 事業展開

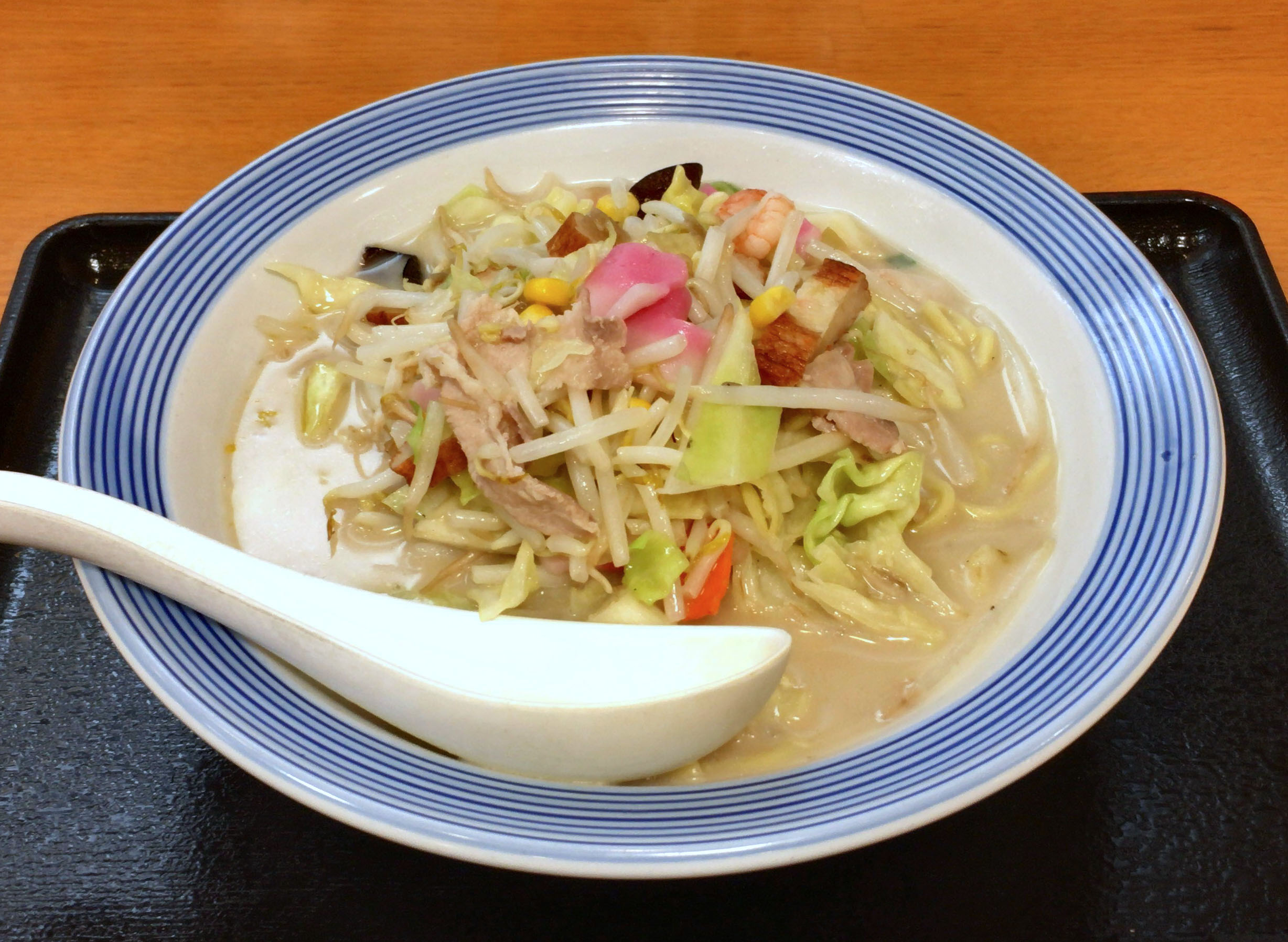
長崎ちゃんぽん（並盛）

地域事情もあり、全てが直営店ではなく、一部はフランチャイズ展開となっている。
リーマン・ショックによる収益減の事態に対し、ロードサイド店舗を大量閉鎖する一方で、ショッピングセンターのフードコートに大量出店する戦略を採り、これが都心回帰傾向と重なって、業績を回復させるに至った。またリンガーハットでは、野菜を多く入れたメニューに力を入れている。2009年から野菜の全てを国産に切り替えており、中でもモヤシは自社工場にて生産している。
2018年6月時点で未出店のエリアは福井県のみだった。2021年に島根県内のリンガーハットの閉店に伴い、島根県のリンガーハットの店舗数もゼロとなった。さらに2023年には高知県からも全店撤退した。

## 店舗数
- 長崎ちゃんぽんリンガーハット - 597店舗（2022年3月末現在：北海道3、東北地方〔青森・岩手・秋田・山形・宮城〕11、関東地方〔東京・千葉・神奈川・埼玉・群馬・栃木・茨城〕268、中部地方〔新潟・富山・石川・山梨・長野・静岡・岐阜・愛知〕63、関西地方〔三重・滋賀・京都・奈良・大阪・兵庫・和歌山〕66、中国地方〔鳥取・島根・岡山・広島・山口〕19、四国地方〔徳島・香川・愛媛・高知〕11、九州地方〔福岡・佐賀・長崎・大分・熊本・宮崎・鹿児島・沖縄〕149、海外〔タイ・台湾・香港・インドネシア・アメリカ〕7）
- とんかつ濵かつ - 108店舗（2022年3月末現在：関東地方〔東京・千葉・埼玉・神奈川〕15、中部地方〔富山・岐阜・愛知〕4、関西地方〔兵庫〕2、中国地方〔岡山・広島・山口〕11、九州地方〔福岡・佐賀・長崎・大分・熊本・宮崎・鹿児島〕75、海外〔タイ〕1）
- 長崎卓袱浜勝 - 1店舗（2022年3月末現在：九州地方〔長崎〕1）
- 六角浜かつ - 1店舗（2022年3月末現在：海外〔アメリカ〕1）
- とんかつ大學 - 3店舗（2022年3月末現在）

## 海外店舗
アメリカ合衆国のカリフォルニア州サンノゼに日本食レストランを出店している。又、ニューヨークには同族企業の「めんちゃんこ亭」（創業店は佐世保市の「鬼ヶ島うどん〈現 めんちゃんこ亭 中里店〉」）ブランドでリンガーハットと同じメニューを提供していたが、2001年に閉店。
2010年4月16日、 タイ・バンコク都の複合商業施設「K-Village」に「リンガーハット・バンコクK-Village店」をソフトオープン。4月30日にグランドオープンを迎える。ただし、タイ王国独自の外資規制により、直営店ではなくフランチャイズ契約であり、運営はタイ企業のCHAMPION FOODSが行う。その後、2012年5月までに、タイ国内での店舗は4店舗に増えている。
2012年3月28日には、3カ国目となる 台湾・台北市の台北駅構内に出店した。
2012年7月には、ハワイ州・オアフ島のワイキキに、アメリカ国内2店舗目を出店。
2013年9月には 香港に出店

## テレビ番組
- 日経スペシャル カンブリア宮殿 強烈デフレの戦い方！ピンチの時こそ決断だ！（2013年1月24日、テレビ東京）[26]

## 書籍

### 関連書籍
- 『美味しさの秘密は？リンガーハットの挑戦 長崎ちゃんぽんを世界に』（著者:篠原勲）（2012年10月26日、第三企画出版/創英社/三省堂書店）ISBN 9784902281088
- 『みんな大好き！長崎ちゃんぽんリンガーハット』（編者:宝島社）（2021年4月12日、宝島社）ISBN 9784299013170

## 備考
- 「長崎ちゃんめん」を販売するチェーン店は、ジー・ネットワークス（旧社名パオ）（1971年に第1号店）が先行していた。
- 2009年10月1日より、グループ全店で使用する野菜を全て日本産の物に切り替えた。2009年4月から一部の店舗では使用する野菜の国産化を実験的にスタートしていた[広報 6]。
- 2012年、地元V・ファーレン長崎のユニフォームスポンサーとなった[広報 7]。
- 2015年11月6日、これまで使用してきたリンガーハットのロゴを新しいロゴに変更[広報 8]。
- 2016年3月21日、浜勝のロゴをリニューアルして店舗名も「とんかつ濵かつ」に変更[広報 9]。
- 2019年8月1日、新ランチメニュー 「リンガーランチ」 をスタートする。沖縄を除く国内の店舗が対象。
- 2021年2月末日、「長崎ちゃんぽん」のめん増量無料サービスが終了[広報 10]。

## 支払方法
現金の他に、ジェフグルメカードが利用可能。一部店舗は楽天Edy・iD・交通系電子マネー・クレジットカードが利用できる。イオングループのショッピングセンターに入居しているテナント店舗ではWAON・iD・交通系電子マネー・QUICPayが、アリオに入居しているテナント店舗ではnanaco・楽天Edy・交通系電子マネーが利用可能なところもある。
2019年6月18日からは一部店舗を除き、QRコード決済のLINE Payに対応した。
2019年10月23日から、楽天ペイ、Alipay、WeChat Payに対応した。